# Турция на летних Олимпийских играх 1928
Турция принимала участие в Летних Олимпийских играх 1928 года в Амстердаме (Северная Голландия, Нидерланды) в четвёртый раз за свою историю, но не завоевала ни одной медали. Страну представлял 31 спортсмен (все — мужчины), которые выступили в 6 видах спорта (лёгкая атлетика, велоспорт, фехтование, футбол, тяжёлая атлетика, борьба).